# Alettrione
Nella mitologia greca,  Alettrione era il nome di uno degli eroi dell'antica Grecia, fedele soldato di Ares.

## Il mito
Il dio della guerra Ares, soleva incontrare Afrodite sposa di Efesto di nascosto. Per essere avvertito in caso che il sole sorgesse e preso dalla passione non ci facesse caso, portava con sé Alettrione, suo soldato, che doveva avvertirlo ogni volta della fine della notte.

### La morte
Durante una delle tante notti di guardia Alettrione si sopì in un sonno profondo ed Efesto, la divinità delle invenzioni, sorprese i due amanti. Per punizione Ares trasformò il suo sottoposto in un gallo, animale condannato a cantare sempre quando il sole appare in cielo.

### Moderna
- Anna Maria Carassiti, Dizionario di mitologia classica, Roma, Newton, 2005, ISBN 88-8289-539-4.